# Warren Treadgold
Warren T. Treadgold (* 30. April 1949 in Oxford) ist ein US-amerikanischer Byzantinist und Hochschullehrer. Seit 1997 bekleidet er eine Byzantinistik-Professur der US-Bundesstiftung für Geisteswissenschaften an der Saint Louis University.

## Leben
Warren Treadgold studierte an der Harvard University und wurde 1977 promoviert. Zwischen 1977 und 1997 lehrte er unter anderem an der University of California, an der Stanford University, der Florida International University und der Freien Universität Berlin. Er ist seit 1997 National Endowment for the Humanities Professor of Byzantine Studies an der Saint Louis University.
Treadgold beschäftigt sich mit einem breiten Spektrum der byzantinischen Geschichte: der politischen Geschichte, der Geschichtsschreibung sowie der Sozial-, Wirtschafts- und Kulturgeschichte. Er hat neben zahlreichen Artikeln auch mehrere Monographien verfasst, so 1997 mit A History of the Byzantine State and Society eine umfassende Darstellung der byzantinischen Geschichte, bei der der Schwerpunkt auf der politischen Geschichte liegt. Treadgold verfasst derzeit eine dreibändige Darstellung der byzantinischen Geschichtsschreibung von der Spätantike bis zum Untergang von Byzanz im 15. Jahrhundert, von der bereits zwei Bände vorliegen (The Early Byzantine Historians und The Middle Byzantine Historians).
Treadgold vertritt nicht selten von der communis opinio abweichende Auffassungen; so wurde etwa seine Handbuchdarstellung aus dem Jahr 1997 in Teilen scharf kritisiert. Dariusz Brodka warf seiner Darstellung der byzantinischen Geschichtsschreibung vor, nicht immer die aktuelle Forschung berücksichtigt zu haben bzw. kaum haltbare Hypothesen aufzustellen (wie im Fall des Johannes Malalas und des Johannes von Antiochia, von denen er annimmt, sie hätten nur das heute verlorene Werk des Eustathios von Epiphaneia plagiiert). In der angloamerikanischen Forschung wurde seine Darstellung der byzantinischen Historiker hingegen positiver aufgenommen; dort hat auch seine Handbuchdarstellung mehr Zuspruch gefunden.
1982 heiratete er die Byzantistin Irina Andreescu-Treadgold.

## Schriften
(nur Monographien)
- The Middle Byzantine Historians, Palgrave Macmillan, New York 2013.
- The Early Byzantine Historians, Palgrave Macmillan, New York 2007.
- A Concise History of Byzantium, Palgrave Macmillan, New York 2001.
- A History of the Byzantine State and Society, Stanford University Press, Stanford 1997.
- Byzantium and Its Army, 284–1081, Stanford University Press, Stanford 1995.
- The Byzantine Revival, 780–842, Stanford University Press, Stanford 1988.
- The Byzantine State Finances in the Eighth and Ninth Centuries, East European Monographs, New York 1982.
- The Nature of the Bibliotheca of Photius, Dumbarton Oaks, Washington, D.C. 1980.